# Wojna Starka
Wojna Starka (tyt. oryg. Stark’s War) – militarna powieść science fiction napisana przez Jacka Campbella w 2000 roku. Stanowi pierwszy tom Trylogii Starka.

## Fabuła
Akcja Wojny Starka rozgrywa się w przyszłości. Po kryzysie jaki nastał w większości państw na Ziemi Stany Zjednoczone stają się jedynym istniejącym supermocarstwem. Rządy innych państw rozpoczynają kolonizację i eksplorację Księżyca w poszukiwaniu surowców, które na Ziemi są w posiadaniu Amerykanów. Działania te powodują wysłanie wojsk, których zadaniem jest odbicie naturalnego satelity Ziemi. Bitwy pokazywane są cywilom w telewizji, a korporacje zbijają fortuny zarówno na łupach, jak i reklamach pokazywanych w trakcie transmisji z kampanii wojennych. W trakcie jednego z wielu starć grupa żołnierzy zostaje osaczona przez wroga. Dowództwo zabrania wysłania oddziałów ratunkowych, czemu sprzeciwia się sierżant Ethan Stark. Sierżant buntuje się i wraz z oddanymi mu żołnierzami ratuje wykrwawiające się oddziały. Po tych wydarzeniach wojskowi przebywający na Księżycu całkowicie sprzeciwiają się przełożonym kierującym akcjami z Ziemi.

## Recenzje
Powieść została pozytywnie przyjęta przez krytyków. Craig Knight z the british fantasy society stwierdził, że powieść może być interesująca dla osób lubiących militarne science fiction. Według niego Wojnę Starka wyróżniają dialogi i dobrze skonstruowane tło wojenne, jednak fabuła jest bardzo przewidywalna. Pozytywnie o powieści wyraził się także Daniel Cann z Fantasy Book Review. Stwierdził, że Jack Campbell wykreował w swojej powieści szlachetnego wojownika przyszłości. Recenzent GeekNative ocenił powieść bardziej krytycznie. Jako wady książki wymienił słabą fabułę i kiepsko wykreowane wizerunki kompanów głównego bohatera.